# Fort Saint-Pierre de la Martinique
 (juin 2020).
Pour les articles homonymes, voir Fort Saint-Pierre.
Le Fort Saint-Pierre de la Martinique était un fort militaire situé à Saint-Pierre, au milieu du quartier Saint Pierre qui deviendra par la suite quartier du Fort. C'est le premier bâtiment construit en Martinique en 1635. Il est démoli en 1837.

## Histoire

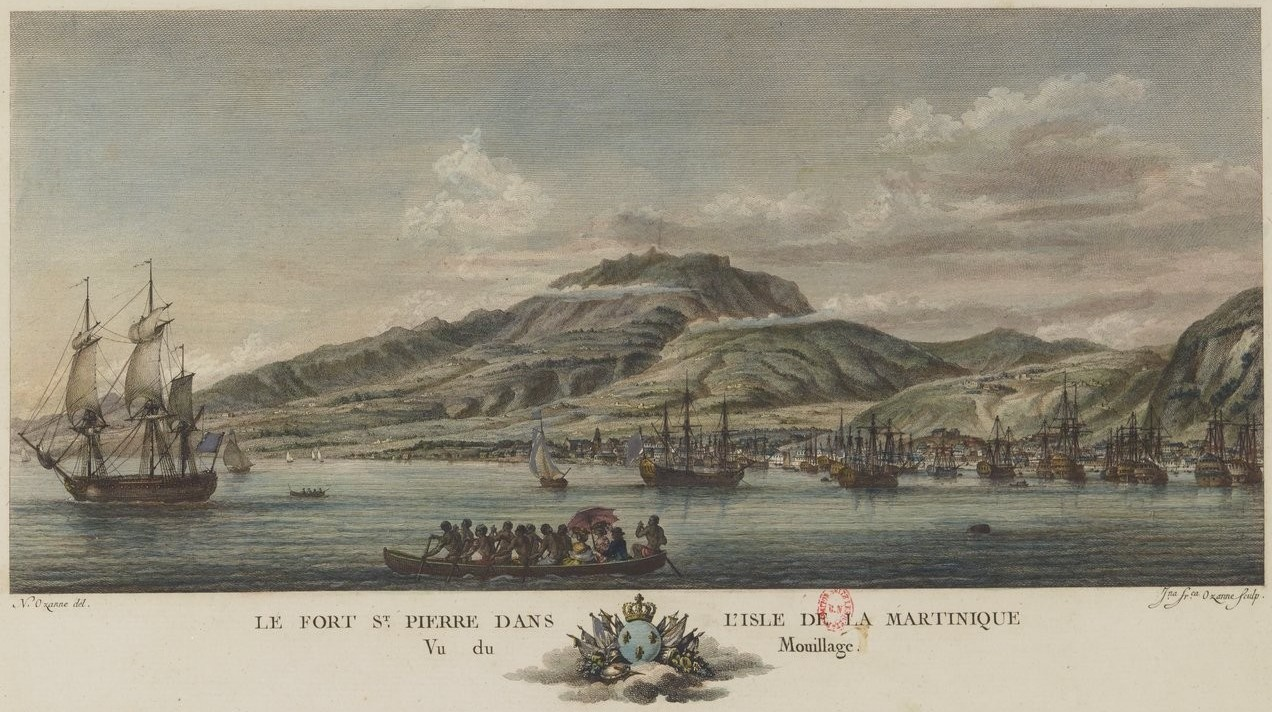
Le Fort Saint-Pierre et son mouillage vu depuis la mer en 1776.

Le 15 septembre 1635,, le flibustier Pierre Belain d'Esnambuc, gentilhomme normand à la tête de 100 hommes choisis parmi les vétérans de la colonie de Saint-Christophe et muni d'abondante provision d'armes pour attaquer ou se défendre, d'instruments et d'ustensiles aratoires pour défricher et cultiver le sol, de plants de manioc et de patates, pour mettre en terre, de graines de pois et de fèves pour ensemencer, arrive en vue de l’île de la Martinique, en fait le tour, et se décide à jeter l’ancre au nord de la côte Caraïbe à l’embouchure d’une rivière à laquelle il donne le nom de son navire amiral « Roxelane ». Il fait chanter le Te Deum et prend possession de l’île au nom du roi de France, des seigneurs de la Compagnie des îles d'Amérique et de la Sainte Église catholique, apostolique et romaine. Quelques escarmouches ont lieu avec la population de l'île, les Caraïbes, mais la supériorité de l'armement européen fait vite la différence. Des accords sont passés avec les chefs caraïbes qui laissent les hommes de d'Esnambuc s'installer sur la côte. Afin de protéger la colonie naissante des attaques des indiens Caraïbes, les Français consolident aussitôt leur position et d'Esnambuc édifie un fortin en bois au bord de la mer, sur la rive droite de l'embouchure de la Roxelane, qu’il voue à son saint patron en le nommant Fort Saint-Pierre de la Martinique. Il munit le fort de canons et de tout ce qui peut contribuer à sa défense. Songeant alors à lui fournir des subsistances, il fait défricher un vaste terrain alentour, y trace les limites d'une habitation et y plante une grande quantité de manioc et de patates. Cette première installation lui prend six mois au bout desquels il se sent pressé de rentrer à Saint-Christophe, où le rappellent impérieusement les soins de l'administration de cette colonie. Les habitations installés aux environs du fort, le long de la mer et sur les mornes voisins, commencent à former un bourg qui prend lui-même le nom de Fort Saint-Pierre de la Martinique.
Une querelle s’élève bientôt entre Caraïbes et Français, non loin du fort. Comprenant leur impuissance à vaincre seuls ces étrangers, les Caraïbes de Madanina s'embarquent dans leurs pirogues et vont chercher le secours de leurs frères sur Wai'tu kubuli, Karukera et Hairoun. Ils reviennent au nombre d'environ 1 500, disposés à descendre devant le fort et à l'abattre. À l'approche de l'ennemi, le lieutenant à la Martinique, Jean du Pont, réunit les colons dans le fort et prépare trois canons chargés à mitraille. Il recommande aux colons de ne pas se montrer, afin que, trompés par ce stratagème, les Caraïbes croient les Français en fuite et viennent dans un fol enthousiasme à portée des canons. Ce qu'il a prévu arrive et les sauvages, au silence qui règne dans le fort, s'imaginant sans doute que les étrangers sont partis ou qu'ils se cachent d'épouvante, sautent de leurs pirogues sur le rivage et s'avancent en masse vers la redoute qu'ils ont entrepris de raser. Mais, soudain, le feu est mis aux canons et il se fait un tel carnage parmi les assiégeants que, saisis d'horreur, ils se sauvent brusquement sans décocher une flèche, se jettent dans leurs barques, gagnent la haute mer et abandonnent, contre leurs usages, leurs morts et leurs blessés sur le champ de bataille. Ce désastre, dont les Caraïbes se souviennent quelque temps, permet aux colons de respirer et d'agrandir enfin leur domaine autour du fort, qui reste leur quartier général.
Un fort en pierres maçonnées est bâti pour le roi en 1665 par M. de Closdoré, gouverneur de la Martinique, sous l'autorité de la Compagnie française des Indes occidentales. C'est d'abord fort peu de chose, n'ayant été bâti que pour réprimer les fréquentes séditions des habitants contre la compagnie et le système de l'Exclusif, mais il devient rapidement plus considérable.
En 1671, le Fort Saint-Pierre devient la résidence du gouverneur-général des îles du vent lorsque le représentant du roi, le comte de Baas-Castelmore, y transfère le gouvernement général des îles, au détriment de Basse-Terre de Saint Christophe. Celui-ci s'installe ensuite à Fort-Royal en 1674.
Un ouragan accompagné d'une grosse mer emportent en 1695 la moitié du fort située du côté de la mer avec la batterie de l'angle du côté de la rivière. L'on se contente alors de relever le mur et de faire une plateforme sur l'angle où étaient des bâtiments qui servaient en partie de logement au gouverneur-général quand les affaires l'y appelaient. À nouveau le 11 octobre 1780, un ouragan estimé de catégorie 5 dans l'échelle de Saffir-Simpson frappe la côte-sous-le-vent de la Martinique créant des dommages causés par le vent auxquels s’ajoutent les conséquences des submersions et le fort ne résiste pas aux vagues de plus de 8 mètres.
Le Fort Saint-Pierre prend le nom de Fort Villaret vers 1820, du nom de l'ancien gouverneur Villaret de Joyeuse, qui défend la Martinique contre les Britanniques en 1809.
Le Fort Saint-Pierre est démoli en 1837 pour laisser place à un entrepôt réel des douanes accordé au port de Saint-Pierre par la loi du 12 juillet 1837. Ce dernier figure à l'emplacement du fort sur les plans de la ville de Saint-Pierre de la fin de la première moitié du XIXe siècle et le marché du Fort occupe l'emplacement de la place d'armes.

## Description
Le Fort Saint-Pierre de la Martinique a la forme d'un carré long dont un des longs côtés, du côté de la mer, est percé de plusieurs embrasures pour défendre la rade de Saint-Pierre. Le côté opposé est flanqué de deux tours rondes avec des embrasures pour mettre quatre pièces de canons à chacune. La muraille qui joint ces tours est percée de meurtrières, mais il n'y a ni postes, ni chemins couverts, ni palissades. Le troisième côté est bordé par la rivière Roxelane au sud.
La porte du fort, qui est du côté de la place d'armes, est couverte par une longue cour murée du côté de la mer et avec seulement des meurtrières et palissades du côté de la place. L'extrémité nord de la cour est occupée par un corps de garde, une chapelle et un petit logement pour un chapelain.
Le fort est commandé de tous les côtés, excepté de celui de la mer.
La place d'armes, qui est devant le fort, du côté du bourg, peut avoir cinquante toises en carré. Le fort fait un des côtés de la place, les trois autres étant bordés par des maisons de la ville. Sur cette place était rendue la justice.